# La feréstega domada
La feréstega domada (títol original anglès The Taming of the Shrew, coneguda també en català com La fera sotmesa, L'amansiment de la fera, L'amansiment de la fúria i L'amansiment de l'harpia) és una obra de teatre de William Shakespeare que narra la relació d'un matrimoni nou, on la dona mostra molt mal caràcter fins que el marit l'amanseix mostrant-se igual d'implacable, alhora que té lloc un embolic amorós amb la germana de l'esposa i dos possibles pretendents. La comèdia ha estat criticada pel seu masclisme, ja que la conclusió és que la dona sempre ha d'obeir el marit. El final, això no obstant, sembla feliç per a tots els protagonistes. Ell usa l'atac per imitar el comportament de la dona, que ho fa solament com a defensa.
La història era popular a l'època i van sorgir altres llibres amb títols similars, fet que durant anys va posar en qüestió l'autoria de Shakespeare. Sembla que l'origen remot està a un conte recollit a El conde Lucanor. Destaca el tractament del llenguatge i els intercanvis d'enginy entre els esposos, que porten el pes de la comèdia.
L'èxit de l'obra va motivar diverses adaptacions, incloent-hi un musical i una pel·lícula homònima el 1967, amb Elizabeth Taylor com a protagonista.

## Traduccions catalanes
- 1908: La feréstega domada, traducció de Josep Farran i Mayoral
- 1930: L'Amansiment de la fera, traducció de Cèsar August Jordana
- 1945: L'Amansiment de l'harpia, traducció de Josep Maria de Sagarra
- 1987: L'Amansiment de la fúria, traducció de Salvador Oliva